# João Jorge I, Eleitor da Saxônia
João Jorge I (Dresden, 5 de março de 1585 – Dresden, 8 de outubro de 1656) foi eleitor da Saxônia, conde palatino da Saxônia e marquês da Mísnia (Meissen) em 1611. Filho do eleitor da Saxônia Cristiano I, sucedeu a seu irmão Cristiano II.

## Descendência
Casou em Dresden em 1604 com a duquesa Sibila Isabel Württemberg (1584-1606) filha de Frederico I, Duque de Wurtemberg; não houve filhos.
Ao enviuvar, casou em 19 de julho de 1607 em Torgau com a princesa Madalena Sibila da Prússia (Königsberg 1587-1659 Dresden) Duquesa na Prússia, filha de Alberto, duque da Prússia. Tiveram nove filhos, dos quais dois mortos cedo.
- 1 - Sofia Eleonora (Dresde 1609-1671 Darmstadt). Casada em Torgau em 1627 com Jorge II, conde de Hesse-Darmstadt.
- 2 - Maria Isabel (Dresde 1610-1684 Husum). Casada em Dresden 1630 com Frederico III de Oldenburgo (morto em 1659) Duque de Sleswig-Holstein-Gottorp.
- 3 - Cristiano (nascido e morto em 1612).
- 4 - João Jorge II da Saxônia (1613-1680) eleitor de Saxe.
- 5 - Augusto (Dresden, 1614- Halle, 1680), Duque de Saxe-Weissenfels, fundador da Casa de Saxe-Weissenfels, extinta em 1746. Casou em Schwerin em 1647 com a duquesa Ana Maria de Mecklemburgo-Schwerin (1627-1669) filha de Adolfo Frederico I, duque de Mecklemburgo-Schwerin, tendo 12 filhos. Casou depois em Halle em 1672 com a condessa Joana (1647-1687) filha de Jorge Conde de Leiningen-Westerburg, tendo mais dois filhos.
- 6 - Cristiano I (Dresden 1615-1691 Merseburgo). Duque de Saxe-Merseburgo em 1657, fundador da Casa de Saxe-Merseburgo extinta em 1738. Casou em Dresden em 1650 com a princesa Cristina (1634-1701), filha de Filipe, Duque de Sleswig)Holstein-(Sonderbourg)-Glücksburgo, tendo dez filhos.
- 7 - Madalena Sibila (Dresde 1617-1668 Altenburgo). Casada em Copenhague em 1634 com Cristiano de Oldenburgo (morto em 1647) príncipe herdeiro da Dinamarca. Casou em Dresde em 1652 com Frederico Guilherme II (morto em 1669) Duque de Saxe-Altenburgo.
- 8 - Príncipe Maurício de Saxe (Dresden 28 de março de 1619- 4 de dezembro de 1681 Moritzburg an der Elster) Duque de Saxe-Zeitz em 1657 e fundador da Casa Saxe-Zeitz, extinta em 1759. Casou em Dresden em 1650 com a princesa Sofia Hedwige de Holstein-Glucksburgo (1630-1652), filha de Filipe, duque de Sleswig-Holstein-Sonderburgo-Glücksburgo, tendo dois filhos. Casou depois em Weimar em 1656 com a princesa Dorotéia Maria (Weimar 1641-1675 Moritzburg an der Elster) filha de Guilherme, duque de Saxe-Weimar. Tiveram 10 filhos. Casou mais tarde em Wiesenburgo em 1676 com a princesa Sofia Elisabeth (1653-1684), filha de Filipe, duque de Sleswig-Holstein-Sonderbourg-Wiesenburgo. Tiveram 12 filhos.